# Симфония № 3 (Брамс)
Симфония № 3 фа мажор op. 90 была написана немецким композитором Иоганнесом Брамсом летом 1883 года в Висбадене, хотя некоторые исследователи высказывают предположение, что автор использовал в первой части эскизы ранних лет.
Симфония была посвящена известному дирижёру и пианисту Гансу фон Бюлову. В посвящении симфонии написано: «Моему сердечно любимому Гансу фон Бюлову от верного друга. Иоганнес Брамс».
Симфония была впервые исполнена с большим успехом 2 декабря 1883 года в Вене под управлением Ганса Рихтера.
Успех был безоговорочным далеко не везде. Так, на первом исполнении в Вене публика резко разделилась: одни бурно аплодировали, другие шикали и свистели. В прессе появились резко отрицательные критические отзывы. Это — свидетельство давно шедшей борьбы между сторонниками Брамса и Вагнера, обострившейся после смерти Вагнера 13 февраля 1883 года.

## Состав оркестра

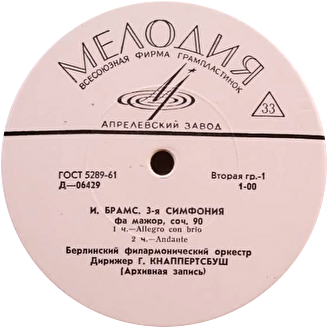
Берлинский филармонический оркестр.
Ханс Кнаппертсбуш.
Мелодия. 1944.

Деревянные духовые
2 флейты
2 гобоя
2 кларнета
2 фагота
1 контрафагот
Медные духовые
4 валторны
2 трубы
3 тромбона
Ударные
Литавры
Струнные
I и II скрипки
Альты
Виолончели
Контрабасы

## Характеристика
В Третьей симфонии Брамс даёт новое решение жанра. Она не похожа ни на Первую, ни на Вторую, хотя воплощает основные принципы его стиля, заложенные в них, сочетая классические и романтические традиции. Оригинальна её драматургия: от патетической, тревожной, но все же достаточно светлой, мажорной первой части к драматическому, насыщенному борьбой минорному финалу. Таким образом, направленность цикла Третьей прямо противоположна Первой — от скорби к утверждению радости. Обратный путь — от мажора к минору вообще чрезвычайно редок в симфониях XIX века. В средних частях используется типичное для Брамса, но не характерное для других композиторов его времени интермеццо — отсутствует оживлённое скерцо. По сравнению с первыми симфониями, средние части Третьей поменялись местами в отношении эмоциональной глубины и насыщенности: анданте теперь наивно-простодушно, а аллегретто — полный затаённой скорби романс.

### Часть I. Allegro con brio
Открывается важнейшим мотивом симфонии из трёх нот. Он имеет конкретный смысл, зашифрованный в буквенных обозначениях нот (f—as—f): это юношеский девиз композитора «свободен, но весел» (frei aber froh). Мотив предстаёт в торжественных аккордах духовых с любимым Брамсом — вслед за Шубертом — сопоставлением мажора и одноимённого минора. Этот мотив ложится в основу главной партии, распетой скрипками, и контрапунктически сопровождает её. Патетическая, эмоционально неустойчивая главная колеблется между мажором и минором, не останавливаясь в развитии. Контрастна побочная, порученная кларнету и фаготу отдалённо напоминает вальс, но имеет гибкий, изменчивый ритмический рисунок. Партия сопровождается аккомпанементом, выдержанном в народном стиле, и постоянно варьируется. В одной из вариаций она подвергается полифоническому преобразованию (тема в обращении). Затем вновь звучит вступительный мотив, и к концу экспозиции нарастает тревожность. Она преображает побочную тему, которой открывается краткая разработка. В конце разработки у солирующей валторны звучит вступительный мотив, подготавливая репризу, в которой композитор ещё в большей степени, чем во Второй симфонии, нарушает тональные закономерности — побочная партия проводится не в главной, а в сопоставленной с ней отдалённой тональности. Кода, играющая роль второй разработки, завершается просветлением: в последний раз мотив вступления сопоставляется с главной темой, на этот раз уверенно утверждающей мажор.

### Часть II. Andante
Замечательна своей простотой и изяществом. Напевную тему в духе колыбельной играют кларнеты и фаготы, а затем варьируют другие инструменты. Вариации прерывает появление новой темы, также у кларнета и фагота, но более экспрессивной, завершаемой загадочными аккордами. При повторении первой темы она дробится, разрабатывается. Только в новых вариациях в репризе возвращается первоначальное ни чем не омрачённое настроение. Но кода вновь полна страстных томлений и затаённых предчувствий.

### Часть III. Poco allegretto.
Здесь впервые в этой мажорной симфонии утверждается минор. Романс рождён бытовым чувствительным жанром. Но он тонко, поэтично, одухотворенно преображён композитором, который, по меткому замечанию немецкого исследователя, обладает свойством снимать характер повседневности с обыденных явлений и заглядывать в глубины души человеческой. Перебои хореических и ямбических размеров, неустойчивые гармонии лишают тему банальности, придают ей скрытую напряжённость, тревогу. Песенность, как у Шуберта, подчёркнута вокальным типом изложения: виолончели, скрипки, валторны повторяют три строфы темы. Ещё три строфы, в другой инструментовке, прозвучат в репризе. А средняя часть этой трёхчастной формы окрашена типично брамсовским настроением «улыбки сквозь слезы». Весьма краткая, она построена на чередовании двух тем, различных по жанровым истокам и оркестровке: с оттенком танцевальности — у духовых, затаённо лирическая — у струнных. Их отголосок ещё раз возникает в коде, завершаемой мучительно страстным вздохом.

### Часть IV. Allegro
Образует драматическую кульминацию симфонии: здесь разражается давно готовившаяся борьба. Свободно трактованная сонатная форма поражает обилием тем, которые трансформируются в процессе развития. Первую тему главной партии отличает суровый балладный тон, подчёркнутый октавным изложением, приглушённой звучностью, своеобразными ладовыми оборотами. Вторая тема, доносящаяся словно издалека — аккордово-хорального склада, с упорно вдалбливаемыми ритмическими и мелодическими оборотами, — ещё более мрачна, подобна теме рока. Так трансформируется затаённая тема среднего раздела анданте. Открытым драматизмом отмечена связующая — вариант первой темы главной партии, с неистовыми возгласами, широкими скачками. Внезапно наступает успокоение: звучит побочная тема, мажорная, распевная, окрашенная благородным тембром валторны и виолончелей. Но покой краток, экспозиция завершается трагической кульминацией, в заключительной партии вновь утверждается минор. Следующая волна стихийной силы вздымается в разработке, основанной на темах главной партии. Особенно грозно звучит вторая: в канонических перекличках духовых она приобретает роковой характер, сближаясь с мотивом судьбы из Пятой симфонии Бетховена. Начало репризы знаменует появление на кульминации драматических возгласов связующей партии. Главная партия возникает здесь последней. Внезапно она замедляет свой неистовый бег и торжественно звучит в мажоре: утверждая победу света и гармонии, наступает кода. В ней собираются важнейшие темы цикла: трезвучный начальный мотив первой части; преображенный, в мажоре, мотив судьбы. Наконец, «подобно радуге после грозовой бури», по выражению одного из исследователей, у флейты появляется мотив фа—ля-бемоль—фа, обрамляя симфонию великолепной аркой. Ему отвечает главная тема первой части в ясном фа мажоре.

## В популярной культуре
Фильм 1946 в стиле нуар «Подводное течение» тема из 3 части симфонии звучит при открывающей заставке и во многих сценах.
Песня 1951 года Take My Love (Фрэнк Синатра)  и 1952-го   The Song Angels Sing (Марио Ланца) также использует  эту мелодию.
В песне 1983 года Baby Alone In Babylone, исполненной Джейн Биркин и написанной Сержем Генсбуром, заимствована основная тема (d'après le 3e mouvement de la Symphonie n° 3 de Brahms), что указано в альбоме Jane Birkin, а также в статье на данную песню.
Эта же тема из 3 части является ведущей в фильме Анатоля Литвака «Любите ли вы Брамса?» (1961), песня  Say No More, It’s Goodbye.
3 часть симфонии использована в телеспектакле "Будденброки" 1972 года.(режиссер Александр Орлов)
Музыкальная тема 3 части использована в музыке к фильму "И это все о нем" 1978, композитор Е Крылатов, без указания в титрах. 
Заметное влияние симфония оказала на музыкальную тему и финальную песню фильма Ф. Янковского «Статский советник» (2005).
Главная музыкальная тема «сериала Ликвидация» (2007) частично позаимствована из 3-й части Симфонии — Poco allegretto (это было отмечено на российской премии Серебряная калоша-2009, в номинации «За плагиат года».
Эта часть симфонии используется и в телесериале «Великолепный век», а также в передаче Первого канала «Жди меня».
В песне Love of my life сыгранной и написанной Santana & Dave Matthews, взята за основу музыка из Симфонии № 3 - Poco Allegretto
В том числе, главная тема 3 части 3 симфонии Брамса звучит в фильме «Убей своих любимых».
3 часть симфонии использована в постановке балета «Дама с камелиями» Анико Рехвиашвили на сцене Национальной оперы Украины
3 часть симфонии использована T-Fest’ом в песне «Новый день».